# Dzierzbin
Dzierzbin – wieś w Polsce położona w województwie wielkopolskim, w powiecie kaliskim, w gminie Mycielin. Leży ok. 30 km na północ od Kalisza we wschodniej Wielkopolsce.

## Historia
Właścicielami Dzierzbina byli między innymi Jakub Dzierzbiński, Marcin Szadkowski, Piotr Rudnicki oraz Gałczyńscy herbu Sokola. W 1912 roku część majątku została przejęta przez Bank Włościański, a następnie partiami sprzedawana.
W latach 1954–1972 wieś należała i była siedzibą władz gromady Dzierzbin. W latach 1975–1998 miejscowość administracyjnie należała do województwa kaliskiego.

## Architektura
W Dzierzbinie znajduje się XII-wieczny kościół pw. Wszystkich Świętych zbudowany w stylu romańskim. Wielokrotne przebudowywany, zatracił nieco pierwotny styl architektoniczny; pozostał jedynie korpus z dobudowanym barokowym prezbiterium. Wyposażenie kościoła pochodzi z XVII i XVIII wieku. Znajdująca się przy świątyni brama została zbudowana w 1919 roku.

## Komunikacja
Przez teren wsi przebiega linia Kaliskiej Kolei Dojazdowej (nieczynna w ruchu pasażerskim).